# Indiase boomvogelspin
De Indiase boomvogelspin (Poecilotheria regalis) is een spin uit de familie der vogelspinnen.

## Kenmerken
Het is een vrij grote soort die inclusief poten een lengte tot 18 centimeter kan bereiken. Ze heeft een bruin met beige lichaam en poten. Over het achterlijf loopt een donkergerande, lichte band. De cheliferen zijn tot 1 cm lang.

## Leefwijze
De spin leeft in bomen en bouwt een asymmetrisch tunnelweb. De spin kan vrij agressief reageren en heeft een vrij krachtig gif. Dit kan jeuk en een stekende pijn veroorzaken. Overdag schuilen ze in een met zijde beklede 'retraite'. 's Nachts gaan ze op jacht naar geleedpotigen, vogels en hagedissen.

## Verspreiding en leefgebied
De spin komt voor in het zuidoosten van India en Sri Lanka.